# Alfred Hanson
Alfred Hanson, född 15 februari 1830 i Göteborg, död 16 december 1914 i Stockholm, var en svensk skådespelare.
Alfred Hanson debuterade 1852 vid Pierre Delands sällskap, där han stannade i nio år. 1861–1863 var han engagerad hos Edvard Stjernström och 1863–1888 vid De kungliga teatrarna. Hanson uppbar under en lång följd av år de stora tragiska rollerna i det högre skådespeleriet, vartill han hänvisades genom ett för scenen fördelaktigt utseende och en bärkraftig stämma. Hans främsta roll var Birger Jarl i Bröllopet på Ulfåsa och bland hans övriga uppgifter märks John Knox i Maria Stuart i Skottland, Karl Moor i Rövarbandet, Olof Skaktavl i Fru Inger till Östråt, hertigen av Alba i Allt för fosterlandet, Hans i Gillets hemlighet och Örnulf i Härmännen på Helgeland.